# I pianeti
I pianeti, op. 32 (The Planets) è una suite per grande orchestra in sette movimenti, scritta dal compositore inglese Gustav Holst fra il 1914 e il 1916.
È scritta per un organico particolare, molto ampio, influenzato molto probabilmente da alcune composizioni di Gustav Mahler (Sinfonia n. 6) e Arnold Schönberg (5 pezzi per orchestra). Questa suite prende spunto dalla passione dell'autore per l'astrologia e la teosofia.

## Movimenti
Ognuno dei sette movimenti reca nel titolo il nome e il carattere astrologico di un pianeta.
1. Mars, the Bringer of War
2. Venus, the Bringer of Peace
3. Mercury, the Winged Messenger
4. Jupiter, the Bringer of Jollity
5. Saturn, the Bringer of Old Age
6. Uranus, the Magician
7. Neptune, the Mystic

- Il primo dei sette brani della suite è Mars, The Bringer Of War ("Marte, il portatore di guerra"), ispirato al carattere battagliero e implacabile del dio della mitologia greca e romana che dà il nome al pianeta. È un brano imponente e impressionante, in ritmo di 5/4 (che nel finale cambia in 5/2 e in 3/4) e dalle forti dissonanze; fu definito "il più feroce pezzo di musica di tutti i tempi" ed evoca una scena di battaglia di immense proporzioni. È il brano più famoso, citato e imitato di Holst. Ha certamente influenzato un certo stile compositivo di colonne sonore del cinema, specie di film d'ambientazione fantascientifica. Holst diresse l'esecuzione di questo movimento poco più veloce di una marcia, dandogli un carattere meccanico.

- Il secondo brano è Venus, the Bringer of Peace ("Venere, la portatrice di pace"), brano pacato, sereno e dolce, ispirato alla figura dell'antica dea e dall'apparenza di luminosa placidità del pianeta (Venere è il pianeta più luminoso del cielo).

- Mercury, the Winged Messenger ("Mercurio, il messaggero alato") è uno scherzo veloce, leggero, scintillante nell'orchestrazione e nell'uso di armonie esotiche. L'idea di velocità e leggerezza, come subito dichiarato nel sottotitolo, è ispirata dalle caratteristiche attribuite al dio Mercurio, dal quale il pianeta Mercurio prese il nome proprio per la relativa velocità di movimento osservabile nel cielo in confronto agli altri pianeti (orbita intorno al sole in solo 88 giorni).

- Jupiter, the Bringer of Jollity ("Giove, il portatore dell'allegria"), brano di larga popolarità, alterna momenti di grande allegria e scoppiettante giovialità a momenti (nella sezione centrale) di epica, cantabile solennità. L'inciso centrale fu infatti rielaborato successivamente da Holst in un inno (I Vow to Thee, My Country), molto popolare in Inghilterra ed usato spesso in occasioni solenni. Il pianeta Giove è il più grande del sistema solare.

- Il brano dedicato a Saturno, Saturn, the Bringer of Old Age ("Saturno, il portatore della vecchiaia"), che inizia con una regolare scansione ritmica, come il respiro affannato di una persona in età avanzata oppure come il ticchettio dell'orologio che simboleggia il passare del tempo, che accompagna poi l'intero brano, rappresenta l'ineluttabilità del cammino della vita e rivela sia la dignità sia la fragilità della vecchiaia. È il brano più originale della serie e Holst lo predilesse tra tutti.

- Uranus, the Magician ("Urano, il mago") è un brano dall'incedere frenetico e grottesco, caratterizzato da una crescente vitalità che sfocia in un pianissimo finale, chiaramente un omaggio ad un altro celebre scherzo sinfonico, L'Apprendista Stregone di Paul Dukas.

- Neptune, the Mystic ("Nettuno, il mistico"), che rappresenta il remoto e misterioso (all'epoca) pianeta Nettuno, è un brano misterioso ed evocativo di remoti mondi alieni, privo di un tema ben definito, un'eterea alternanza di due accordi minori a distanza di una terza minore, che nella parte finale viene arricchito da un coro femminile dietro le quinte.

La Terra non è inclusa.

## Organico
La suite è composta per un'orchestra di
- legni: 4 flauti (3° anche 1° ottavino, 4° anche 2° ottavino e flauto basso in do), 3 oboi (3° anche basso), corno inglese, 3 clarinetti in si bemolle e la, clarinetto basso in si bemolle, 3 fagotti, controfagotto;
- ottoni: 6 corni in fa, 4 trombe in do, 3 tromboni (due tenori e un basso), 2 tube (tenore in si bemolle e una bassa)
- percussioni: 6 timpani (due esecutori); triangolo, tamburo, tamburello, piatti, grancassa, tam-tam, campane, glockenspiel (tre esecutori); celesta e xilofono (due esecutori)
- 2 arpe
- organo
- archi.

Il settimo pezzo soltanto prevede un coro nascosto di voci femminili in sei parti.

## Registrazioni
Discografia selettiva
- Vladimir Jurovskij, London Philharmonic Orchestra & Choir, LPO
- Simon Rattle, Berliner Philharmoniker & Coro, Warner Classics
- Adrian Boult, BBC Symphony Orchestra, Beulah
- Charles Dutoit, Orchestre symphonique de Montréal, Decca
- Andrew Davis, BBC Symphony Orchestra, Teldec
- Mark Elder, The Hallé, Hyperion
- Leonard Bernstein, New York Philharmonic, Columbia
- Herbert von Karajan, Berliner Philarmoniker, Deutsche grammophon
- William Steinberg, Boston Symphony Orchestra, Deutsche Grammophon

## Utilizzo in altre opere
La settima traccia dell'opera Neptune, the Mystic è stata inserita come colonna sonora nell'episodio intitolato eps2.2_init_1.asec della seconda stagione della serie Mr. Robot di Sam Esmail.